# Лукильо
Луки́льо (исп. Luquillo) — город и муниципалитет в Пуэрто-Рико.

## География
Лукильо находится на северо-восточном побережье Пуэрто-Рико, северо-западнее города Фахардо и входит в его агломерацию (Fajardo Metropolitan Statistical Area). Численность населения города составляет около 20 тысяч человек (на 2000 год). Его площадь равна 88,73 км² (вместе с водными пространствами). В административном отношении муниципалитет разделён на 5 районов (дистриктов).

## История
Лукильо был основан в 1797 году. Благодаря превосходному климату он носил названия «Солнечная столица» («La Capital del Sol»), «Пуэрто-риканская Ривьера» («La Riviera de Puerto Rico») и «Поедатели кокосов» («Los Come Cocos»). Своё нынешнее название Лукильо получил по имени местного индейского касика, поднявшего в 1513 году восстание против испанцев.

## Демография
В национально-расовом отношении жители Лукильо делятся на белых (57,4 %), негров (23,7 %), лиц смешанного происхождения (3,1 %), индейцев (0,6 %) и др.

## Туризм
Лукильо является одним из самых солнечных мест Пуэрто-Рико, особую прелесть придают ему доходящие до песчаных пляжей кокосовые плантации. Эта местность с современной инфраструктурой отдыха (модные кафетерии и рестораны, ночные клубы и отели, многочисленные автопарковки и проч.) сделали пляжи Лукильо излюбленным местом для среднего и высшего классов жителей столицы острова, Сан-Хуана.
В 2006 году пляж Эль-Бальнеарио в Лукильо (El Balneario de Luquillo) был признан лучшим пляжем Пуэрто-Рико.